# 臺中市政府地政局
臺中市政府地政局（簡稱臺中市地政局），是中華民國臺中市政府所屬的一級行政機關，總局位於臺中市西區地政大樓。負責臺中市的土地地權的所屬相關業務。

## 沿革
- 臺中市政府成立「臺中市政府地政處」。
- 2010年12月25日，台中縣市合併升格為直轄市後，臺中縣市地政處合併為「臺中市政府地政局」。
- 2025年3月初，因時任局長吳存金涉及核銷不實，遭地檢搜索約談，局長辭職獲准。

## 歷任首長
臺中縣地政處處長
臺中市地政處處長
臺中市地政局局長
| 任別 | 姓名   | 就職時間       | 卸任時間       |
| ---- | ------ | -------------- | -------------- |
| 1    | 曾國鈞 | 2010年12月25日 | 2014年12月24日 |
| 2    | 張治祥 | 2014年12月25日 | 2018年12月24日 |
| 3    | 吳存金 | 2018年12月25日 | 2025年3月3日   |
| 4    | 曾國鈞 | 2025年3月25日  | 再任           |

## 組織架構
| - 地籍科 - 地價科 - 地權科 - 地用科 - 重劃科 - 測量科 - 區段徵收科 - 土地編定科 - 工程管理科 - 資訊室 - 秘書室 - 人事室 - 會計室 - 政風室 | - 臺中市中山地政事務所 （页面存档备份，存于） （中區、東區、南區、西區） - 臺中市中興地政事務所 （页面存档备份，存于）（西屯區、南屯區） - 臺中市中正地政事務所（北區、北屯區） - 臺中市太平地政事務所 （页面存档备份，存于）（太平區） - 臺中市大里地政事務所 （页面存档备份，存于） （大里區、烏日區、霧峰區） - 臺中市豐原地政事務所（豐原區、神岡區、后里區） - 臺中市雅潭地政事務所 （页面存档备份，存于）（潭子區、大雅區） - 臺中市東勢地政事務所 （页面存档备份，存于）（東勢區、石岡區、新社區、和平區） - 臺中市大甲地政事務所 （页面存档备份，存于）（大甲區、大安區、外埔區） - 臺中市清水地政事務所 （页面存档备份，存于）（清水區、沙鹿區、梧棲區)） - 臺中市龍井地政事務所 （页面存档备份，存于）（龍井區、大肚區） |

## 交通
- 台中客運：26
- 中鹿客運：99
- 全航客運：158

## 外部連結
- 臺中市政府地政局 （页面存档备份，存于）（繁體中文）（英文）